# 科麗娜·莫拉留
科麗娜·莫拉留（英語：Corina Morariu，1978年1月26日—）是一位美國女子職業網球運動員。
在2000年4月3日，她達到了世界排名第一的雙打排名。她的職業生涯最高單打排名為世界第29位在1998年8月24日。
莫拉留在1994年轉為職業。主要被稱為雙打專家，她在1999年在溫網與林賽·達文波特獲得了女子雙打冠軍。她還獲得了混雙冠軍在2001年澳大利亞網球公開賽埃利斯·費雷拉。她打進在2005年澳大利亞網球公開賽女子雙打決賽與林賽·達文波特。
莫拉留曾列為世界排名第一的女子雙打選手。
2001年，莫拉留被確診為白血病，並開始了化療方案。她已經完全康復，回到了網壇。
在2007年美國網球公開賽9月19日女子雙打四分之一決賽敗北後，莫拉留宣布退役。
她在國際白血病和淋巴瘤協會擔任體育大使。
她現為網球頻道評論員後，包括2009年法國網球公開賽和美國公開賽。

## 外部連結
- 科麗娜·莫拉留的国际女子网球协会官方資料（英文）
- 科麗娜·莫拉留的國際網球總會 職業／青少年 官方資料（英文）
- Fed Cup - Player profile - Corina MORARIU (USA) （页面存档备份，存于）